# 利特爾迪克西 (阿肯色州)
利特爾迪克西（英語：Little Dixie）是位於美國阿肯色州普雷里縣的一個非建制地區。該地的面積和人口皆未知。

## 地理
利特爾迪克西的座標為35°00′26″N 91°21′53″W / 35.00722°N 91.36472°W，而該地的平均海拔高度為55米（即180英尺）。